# بادی ایس
جیمی لی لَند معروف به بادی اِیس (انگلیسی: Buddy Ace؛ ‏ ۱۱ نوامبر ۱۹۳۶ – ۲۵ دسامبر ۱۹۹۴) خواننده اهل ایالات متحده آمریکا بود. او به عنوان The Silver Fox of the Blues شناخته شده‌بود.

## برخی از آلبوم‌ها
- ۱۹۹۴- Don't Hurt Me No More
- ۱۹۹۴- Buddy Ace, Silver Fox
- ۱۹۹۶- From Me To You